# William Jones (aviron)
Pour les articles homonymes, voir William Jones et Jones.
William Jones, né en 1925 et mort le 7 août 2014, est un rameur d'aviron uruguayen.

## Carrière
William Jones participe aux Jeux olympiques de 1948 à Londres et remporte la médaille de bronze en deux de couple avec Juan Rodríguez.